# فرودگاه بادپر توری پاینس
فرودگاه بادپر توری پاینس (به انگلیسی: Torrey Pines Gliderport) یک فرودگاه است . این فرودگاه در کشور ایالات متحده آمریکا قرار دارد .